# Alonso Rael de Aguilar
Alonso Rael de Aguilar (Lorca, 14 de febrero de 1661-Santa Fe, Nuevo México, 1735) Conquistador hispano.

## Biografía
Soldado de alto rango a las órdenes de Diego de Vargas, con quien fue Secretario de Estado y de la Guerra. Llegó a lo que ahora es El Paso, Texas, hacia 1683. Fue en el séquito de Diego de Vargas en la Reconquista de 1692 del territorio de Nuevo México para la Corona de Castilla. El éxito de la expedición aún se celebra en las Fiestas de Santa Fe.  Conquistado el territorio, Rael fue nombrado alcalde de Santa Fe y es el epónimo del apellido Rael, extendido por todo el SO de EEUU, especialmente en Nuevo México y Colorado. La Corona le concedió tierras cerca de Cerillos, en NM, pero parece que las abandonó y en 1788 la propiedad pasó al marido de su nieta, José Miguel de la Peña. El apellido Rael aún consta en el Catastro del Estado.

## Converso sefardí
La salida de Rael de España se produjo por una renovada campaña contra cripto-judíos por parte del Santo Oficio en la Murcia de 1680's. Stanley Hordes sostiene que el apellido Rael era la abreviatura de Israel y que una de sus nietas, María Manuela Rael de Aguilar, residente en Tomé, Río Abajo, es registrada en los archivos parroquiales de Isleta, una vecina misión, como María Manuela Ysrael de Aguilar, que indicaría que los párrocos y la comunidad estarían al corriente de sus orígenes hebreos.